# ダーレク 孤独な魂
「ダーレク 孤独な魂」（ダーレク こどくなたましい、原題: Dalek）は、イギリスのSFテレビドラマ『ドクター・フー』のシリーズ1第6話。2005年4月30日にBBC Oneで初めて放送された。日本では2006年10月10日にNHK BS2で初放送され、地上波では2007年9月25日にNHK教育で初放送された。2011年3月19日には LaLa TV で放送された。本エピソードでは新シリーズにおいて初めてダーレクが登場し、ブルーノ・ラングレイが演じるコンパニオンのアダム・ミッチェルも初登場した。
本エピソードは2012年のアメリカ合衆国ユタ州に位置する、異星人の技術のコレクターであるヘンリー・ヴァン・スタテンの地下博物館を舞台とする。異星人のタイムトラベラー9代目ドクターと彼のコンパニオンローズ・タイラーが生きた展示物のダーレクに遭遇する。ダーレクは自己修復を果たして拘束を解き、地下の全員の抹殺を開始した。

## 制作

### コンセプト
ダーレクに関する権利を持つネイションエステートがBBCから莫大な権利を受けており、彼らがダーレクの使用を禁止した際に脚本は大きな改変を迫られることとなった。改変されたストーリーには子どもの快楽殺人鬼のようなエイリアンが登場したが、これは最終的に「鳴り響くドラム」「ラスト・オブ・タイムロード」のトクラフェインとなった。

### 撮影
本エピソードは「父の思い出」や「宇宙ステーションの悪魔」と同じ第3制作ブロックに位置付けられ、後者は特殊効果製作の遅れにより第4制作ブロックに移された。カーディフ国立博物館での撮影は2004年10月25日に開始された。

## 批判と受賞
放送前、監視団体 Mediawatch-uk が本エピソードを批判しており、ヴァン・スタテンがドクターを拘束してスキャンするシーンをSM的拷問シーンであると特徴づけた。また、Mediawatch-uk はアダムとローズへのヴァン・スタテンの発言 "canoodle or spoon, or whatever you British do"（日本語版では「イギリス流にもてなせばいい」）を不適切な性的な語とした。
DVDでリリースされた際、ドクターがダーレクを拷問するように見えるシーンがあるため、全英映像等級審査機構 (BBFC) が本エピソードのレイティングを12歳未満視聴非推奨とした。BBCは以下のように主張した。

「ドクター・フーがダーレクに対して使ったある種の戦術を子どもたちが役割モデルで使うことを懸念している。もし遊びの場に取り入れられたなら、我々が取り組まなければならないだろう。」

"We are concerned about role models for children using the sort of tactics that Doctor Who used against the Dalek. If that was transferred into the playground it would be something we would want to tackle."

本エピソードの評価は肯定的であった。イギリスでの当夜の視聴者数は773万人、視聴率は46%に上り、最終的な視聴者数は864万人に達した。『タイムズ』誌は本エピソードを無条件の大成功と主張し、『ガーディアン』誌はシャーマンの脚本が期待を巧みに欺いたとし、そしてエピソードについては「象徴的なブリキのロッターについて常にとても素晴らしいものを2005年の子どもたちに見せることを期待する」と述べた。 The London Evening Standard はエピソードタイトルを単純に "Dalek" にしたことだけを残念な点とし、Daily Mirror はシンプルに「驚くほど素晴らしい30分間、BBC One の新『ドクター・フー』はテレビ史上最高だった」と主張した。2010年に Den of Geek は本エピソードをダーレクの物語トップ10のリストのうち第2位に位置付けた。
本エピソードは2006年ヒューゴー賞映像部門短編部門に他の『ドクター・フー』のエピソード「父の思い出」や「空っぽの少年」「ドクターは踊る」とともにノミネートされ、順にそれぞれ3位、5位、1位を獲得した。